# Wieża szybowa (górnictwo)

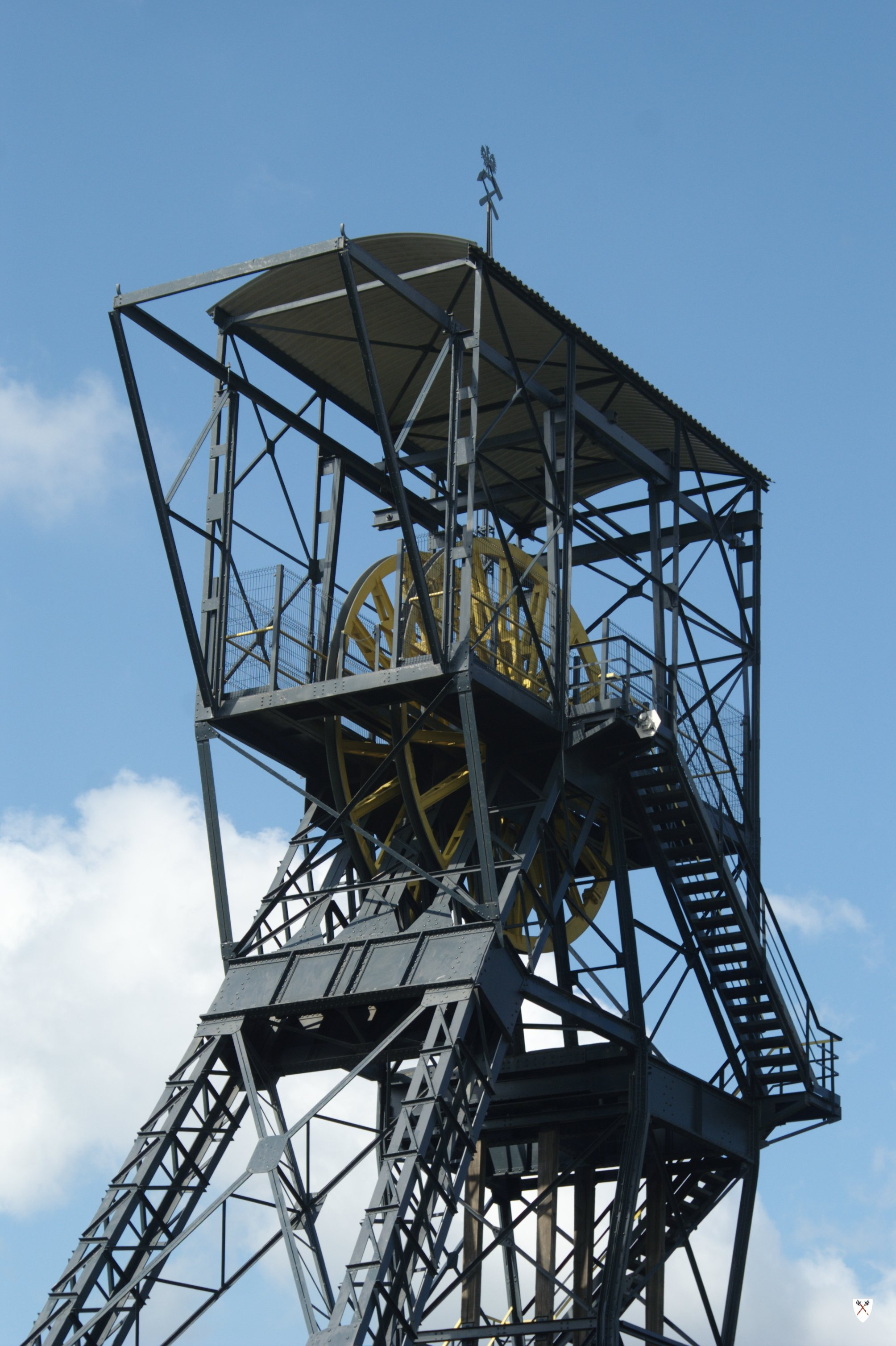
Jednozastrzałowa stalowa wieża szybowa Kopalni Luiza

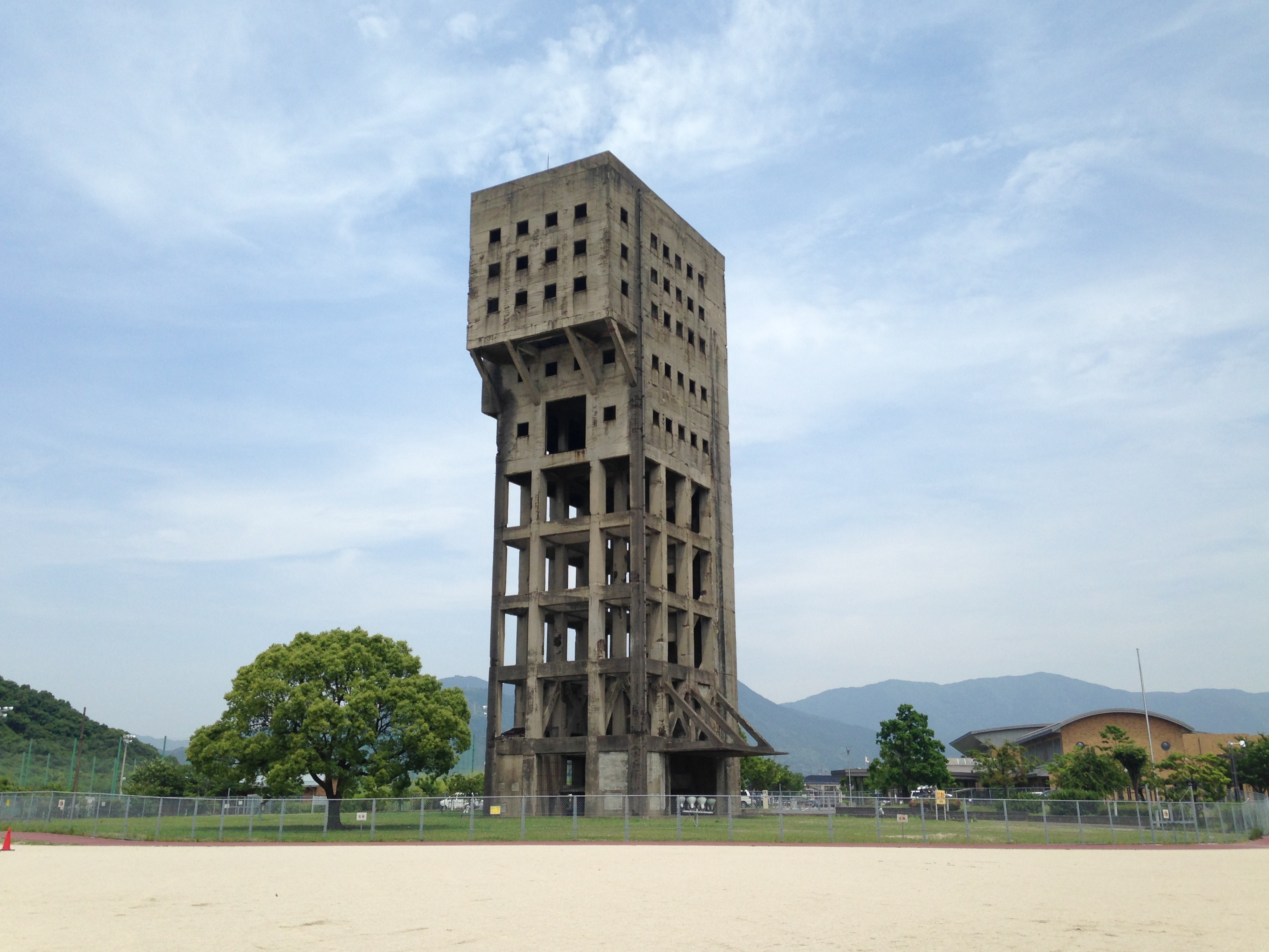
Betonowa wieża szybowa kopalni Shime

Wieża szybowa (wieża wyciągowa) – konstrukcja żelbetowa, stalowa, murowa, lub drewniana, postawiona nad szybem. W górnej części wieży (głowicy)   zabudowane są koła kierownicze lin wyciągu szybowego lub maszyna wyciągowa. W dolnej części wieży szybowej usytuowane jest nadszybie. W czasie głębienia szybu stosowane są wieże tymczasowe.
Rodzaje wież szybowych
- Basztowe (wolnostojące)

Trzonowe pełne
Trzonowe dzielone
Trzonowe słupowe
Słupowe
- Zastrzałowe

Jednozastrzałowe
Dwuzastrzałowe (kozłowe)
Najwyższa stalowa wieża wyciągowa mierzy 87 m i jest częścią kopalni złota w RPA, która należy do Gold Fields. Najwyższą wieżą wyciągową świata jest prawdopodobnie wieża szybu K3 kopalni potażu w Esterhazy w Kanadzie, mierząca około 114 m.